# Метеоритика
Метеори́тика (метеорная астрономия) — наука о метеоритах и космической пыли, попадающей на Землю. Раздел астрономии, изучающий движение метеорных тел, их взаимодействие с атмосферой при падении на Землю. Раздел геологии, изучающий состав, происхождение и свойства метеоритов. 17 сентября отмечается день метеоритики.

## История
В 1794 году Э. Хладни впервые определил Палласово железо как объект внеземного происхождения.
В 1807 году Воздушные камни (или аэролиты) начали рассматриваться как «массы, не принадлежащие к нашей планете»
В 1889 году Ю. И. Симашко предложил термин «метеоритика». Его коллекция метеоритов была третьей после коллекций Музея естествознания в Вене и Британского музея в Лондоне.
В 1939 году был создан Комитет по метеоритам при АН СССР
С 1941 года в АН СССР по инициативе и под редакцией академика В. И. Вернадского начали издавать журнал «Метеоритика».

## Описание
Метеоритика — наука на стыке астрономии и геологических наук, изучающая движение метеорных тел, их взаимодействие с атмосферой при падении на Землю, состав и другие свойства метеоритов.
Она тесно связана с другими науками о космосе, такими как метеорная астрономия, астероидная астрономия, кометная астрономия, планетология, космогония, физика межзвёздной среды, теория эволюции звёзд.

### Предмет
Предмет изучения в метеоритике — процессы и результаты взаимодействия макродисперсного космического вещества с большими и малыми планетами и их спутниками, а также причины такого взаимодействия.
Причины взаимодействия:
- существование семейств малых небесных тел, например, астероиды, кометы и др.
- пересечение орбит малых небесных тел с Землёй, большими планетами и их спутниками.

Малые небесные тела и их фрагменты рассматриваются как будущие метеориты (родительские тела метеоритов), при этом:
- метеорные тела (метеороиды) — малые небесные тела, входящие в атмосферу планеты;
- метеориты — долетевшие до поверхности планеты остатки малых небесных тел;
- разрушающиеся кометы или астероиды — фрагменты или обломки соответствующих небесных тел после их удара о поверхность планеты;
- выбитые с поверхности спутников и планет горные породы —например, лунные метеориты, «марсианские метеориты».

### Методы
Метеоритика использует методы многих естественных наук, прежде всего таких как:
- астрогеофизика — изучение движения, разрушения и энергетики метеоритообразующих болидов в атмосфере;
- минералогия и петрология, а также анализ метеоритного вещества;
- небесная механика, баллистика и другие разделы механики.

Прикладными направлениями являются:
- определение возраста метеоритов;
- изучение метеоритных кратеров, в частности наиболее крупных — астроблем;
- защита от метеоритной (астероидно-кометной) опасности.